# 茨木智也
茨木 智也（いばらき ともや、1996年8月13日 - ）は、日本の元プロ野球選手。出身地は兵庫県西宮市。

## 経歴
2012年に三田松聖高等学校へ進学し硬式野球部に入部。１年生の夏の大会には外野手として先発出場、秋からは捕手 でクリーンアップを任されていた。
2年生となった2013年兵庫県秋季県高校野球大会では主将としてチームを牽引し、準決勝で社高校 を自らのスクイズによる得点にて1-0で下し三田松聖高等学校として初の秋季近畿地区高等学校野球大会への出場を決めた。決勝戦では報徳学園に敗れ準優勝となったが、それまでの5試合を全て1点差で制する勝負強いチームであった。
秋季近畿地区高等学校野球大会では初戦の橿原学院高等学校には勝ったものの次戦の準々決勝で履正社高校に敗れ 初のセンバツ出場を逃し近畿地区の補欠１位で終えた。
2013年11月には、兵庫県高等学校野球連盟よりタイ遠征に向かう兵庫県高校選抜チームの一員として選ばれ 12月のタイ遠征に参加している。
3年生となった2014年7月の第96回全国高校野球選手権兵庫大会でも主将として臨んだが、決勝戦で神戸国際大学附属高校に敗れ秋に続き準優勝であった。これにより甲子園大会出場は叶わなかった。
2015年1月には、兵庫県高等学校野球連盟より平成26年度の優秀野球選手に捕手として選出された。
三田松聖高等学校を卒業後2015年4月には日本体育大学に入学し硬式野球部に入部。
その後2016年に野球部を退部し、2018年には花形ボクシングジムからボクシングのプロライセンステストに合格し、ボクシングC級ライセンスを取得している。
2019年2月9日にベースボール・チャレンジ・リーグ（ルートインBCリーグ）と四国アイランドリーグplusの合同トライアウトに参加し、2球団競合の末、滋賀ユナイテッドベースボールクラブが交渉権を獲得し所属選手となった。同年シーズンからプロ野球選手として活動した。
2019年6月にリーグの選抜チームメンバー20人の中に選ばれた。しかし、同年シーズン途中で滋賀を退団（当初任意引退と発表されたが、「退団のプロセスに行き違いがあった」として自由契約に変更された）。同年シーズン終了後の11月26日に群馬ダイヤモンドペガサスへの入団が発表された。群馬には2シーズン在籍し、2021年シーズン終了後に退団（任意引退）が発表された。
2022年に社会人野球チームの神戸ビルダーズに入団したが、1年限りで退団した。

## 詳細情報

### 年度別打撃成績
| 年 度     | 球 団     | 試 合 | 打 数 | 得 点 | 安 打 | 二 塁 打 | 三 塁 打 | 本 塁 打 | 打 点 | 三 振 | 四 球 | 死 球 | 犠 打 | 犠 飛 | 盗 塁 | 併 殺 打 | 打 率 | 出 塁 率 | 長 打 率 | O P S |
| --------- | --------- | ----- | ----- | ----- | ----- | -------- | -------- | -------- | ----- | ----- | ----- | ----- | ----- | ----- | ----- | -------- | ----- | -------- | -------- | ----- |
| 2019      | 滋賀      | 45    | 143   | 21    | 47    | 7        | 0        | 0        | 12    | 14    | 15    | 3     | 3     | 1     | 7     | 4        | .329  | .404     | .427     | .830  |
| 2020      | 群馬      | 43    | 116   | 11    | 28    | 3        | 0        | 1        | 14    | 23    | 22    | 2     | 4     | 1     | 3     | 5        | .241  | .369     | .293     | .662  |
| 2021      | 22        | 50    | 8     | 14    | 1     | 1        | 1        | 6        | 11    | 9     | 1     | 1     | 0     | 0     | 1     | .280     | .400  | .400     | .800     |       |
| 通算：3年 | 通算：3年 | 110   | 309   | 40    | 89    | 11       | 1        | 2        | 32    | 48    | 46    | 6     | 8     | 2     | 10    | 10       | .288  | .388     | .350     | .738  |

### 背番号
- 27 （2019年、2021年）
- 39 （2020年）